# Peter iberen
Peter iberen (georgiska: პეტრე იბერი) var en georgisk teolog, en av grundarna av den kristna nyplatonismen.